# Перис (Илиноис)
Парис (енгл. Paris) град је у америчкој савезној држави Илиноис. По попису становништва из 2010. у њему је живело 8.837 становника.

## Демографија
Према попису становништва из 2010. у граду је живело 8.837 становника, што је 240 (2,6%) становника мање него 2000. године.
| Група             | 2000.         | 2010.         |
| Белци             | 8.881 (97,8%) | 8.580 (97,1%) |
| Афроамериканци    | 46 (0,5%)     | 40 (0,5%)     |
| Азијати           | 20 (0,2%)     | 20 (0,2%)     |
| Хиспаноамериканци | 76 (0,8%)     | 112 (1,3%)    |
| Укупно            | 9.077         | 8.837         |